# DeeVeeDee
DeeVeeDee is een dvd van de Canadese rockband Sum 41. De dvd kwam uit in maart 2008.
De dvd bevat live en achter-het-scherm materiaal, alsmede humoristische korte films die de band heeft gemaakt tussen 2001 en 2005. 

## Inhoud

### Live
1. Iggy Pop met Sum 41 - Optreden in the Casbys (1.5 min)

### Backstage
1. Gavin - Unedited Road to Ruin 7
2. Reading Festival: backstage materiaal
3. Warped Tour: Road to Ruin 5 (origineel materiaal)

### Korte films
1. 1-800-Justice (korte film uit 2001)
2. Anti-Drug PSA (korte film van sum41.com uit 2005)
3. Basketball Diaries (later hernoemd "Basketball Butcher")
4. The Baby (korte animatie van sum41.com uit 2005)